# Boot Hill (jeu de rôle)
Pour les articles homonymes, voir Boot Hill.
Boot Hill est un jeu de rôle américain ayant pour thème le western, écrit par Brian Blume et Gary Gygax, et édité en 1975 par TSR Inc. Il s'agit du premier jeu de rôle sur ce genre.

## Histoire éditoriale
Peu de temps après la création de TSR par Gary Gygax et Don Kaye fin 1973, Brian Blume s'associe à l'entreprise et entame la création d'un jeu de figurines et d'un jeu de rôle du nom de Boot Hill. Kaye était particulièrement enthousiasmé par le projet et développa une partie des règles — il adorait les westerns, et son personnage à D&D, Murlynd, avait l'apparence d'un cow-boy après avoir été transporté magiquement du monde de Faucongris (la campagne Greyhawk de Gygax) dans un univers parallèle inspiré de l'ouest sauvage. Malheureusement, Kaye mourut d'une crise cardiaque en janvier 1975 ; Blume et Gygax lui dédièrent le jeu.
Boot Hill est le troisième jeu de rôle édité par TSR, après Donjons et Dragons and Empire of the Petal Throne.

## Accueil par le public
Malgré un thème attractif et trois éditions, le jeu n'a jamais connu un grand succès. Bien qu'il introduise des nouveautés dans la mécanique de jeu, comme l'utilisation de d100, il était axé essentiellement sur les combats à l'arme à feu plutôt que sur l'interprétation du rôle et les interactions sociales — les deux premières éditions étaient même présentées comme un jeu de figurines —, et le système de combat était assez mortel, la mort pouvant survenir dès la première blessure.

## Système de jeu
Par rapport à D&D, le jeu introduit l'utilisation de d10 pour générer des pourcentages, en plus des habituels d6 ; les jets de pourcentages servent pour l'utilisation des compétences. Il n'y a pas de niveau, les personnages ne progressent pas au fur et à mesure, et en particulier, ils restent toujours aussi vulnérables contre les attaques des personnages non-joueur. Le jeu n'utilise pas non plus la notion d'alignement, la distinction bon/méchant se faisant par les choix moraux des joueurs et l'interprétation.

## Publications
- 1re édition, 1975, 34 pages.
- 2e édition, 1979,  (ISBN 0-394-51875-6). Réimprimé en 1984 avec une couverture différente.
- 3e édition, 1990,  (ISBN 0-88038-976-1).

Pour Boot Hill, 2nd Edition
- écran du meneur de jeu avec un module de 32 pages,  (ISBN 0-394-52590-6).
- Mad Mesa (BH1), 1981,  (ISBN 0-935696-71-7), and 1982,  (ISBN 0-394-52705-4). Aventure pouvant être jouée en solitaire ou à plusieurs joueurs.
- Lost Conquistador Mine (BH2), 1982,  (ISBN 0-394-52594-9).
- Ballots and Bullets (BH3), 1982,  (ISBN 0-394-53067-5).
- Burned Bush Wells (BH4), 1984,  (ISBN 0-394-53466-2).
- Range War! (BH5), 1984,  (ISBN 0-88038-105-1).

TSR a également sorti un lot de trois figurines de duellistes (gunslingers). Le magazine Dragon Magazine n°71 contient un scénatio, The Taming of Brimstone, écrit par Donald Mumma, et qui a gagné le concours de conception de scénario.